# أوتيشيفو
أوتيشيفو (بالمقدونية: Отешево) هي قرية في بلدية رسنة في جمهورية مقدونيا، تقع على بحيرة برسبا وعلى مسافة 14 كم من رسنه.
القرية حاليا مهجورة.